# Jens Schöngarth
Jens Schöngarth (* 7. Dezember 1988 in Emmendingen) ist ein ehemaliger deutscher Handballspieler.

## Karriere

### Verein
Der 2,03 m große rechte Rückraumspieler Schöngarth begann seine Karriere bei der SG Köndringen/Teningen und spielte bis 2007 für die SG in der Regionalliga Süd. 2007 wechselte er zum Zweitligisten HR Ortenau. Als die HR Ortenau 2009 Insolvenz anmelden musste, wechselte Schöngarth zum Erstligisten MT Melsungen. Im Sommer 2012 wechselte er zum Ligarivalen TuS N-Lübbecke. Im Januar 2016 löste Schöngarth seinen Vertrag mit TuS N-Lübbecke auf und schloss sich dem SC Magdeburg an. Ab der Saison 2016/17 stand er bei Frisch Auf Göppingen unter Vertrag. Im Sommer 2019 wechselte Schöngarth zum Zweitligisten Handball Sport Verein Hamburg, von dem er im Januar 2020 bis zum Sommer 2020 an den Bundesligisten SG Flensburg-Handewitt ausgeliehen wurde, um den verletzten Magnus Rød zu ersetzen. Aufgrund der Coronapandemie wurde die Saison vorzeitig beendet, Schöngarth wurde mit der SG Flensburg-Handewitt deutscher Vizemeister. Anschließend schloss er sich dem portugiesischen Erstligisten Sporting Lissabon an und hatte großen Anteil an der Vizemeisterschaft in der portugiesischen Liga. Schöngarth verließ im Dezember 2022 Sporting Lissabon, für den er in 94 Spielen insgesamt 253 Treffer erzielte. Von Januar bis Juni 2023 lief er für den deutschen Zweitligisten HBW Balingen-Weilstetten auf, mit dem er zu Ende der Saison als Meister in die Bundesliga aufstieg. Anschließend beendete er seine Karriere.

### Nationalmannschaft
Schöngarth bestritt neben sechs Länderspielen für die Jugendnationalmannschaft weitere 35 Länderspiele für die Juniorennationalmannschaft. Am 4. Januar 2015 debütierte er in der deutschen Nationalmannschaft beim Vorbereitungsspiel für die Weltmeisterschaft 2015 gegen Island in Reykjavík.

## Erfolge
- U-21-Weltmeister 2009
- DHB-Pokalsieger 2016
- EHF-Pokalsieger 2017
- Deutscher Vizemeister 2020
- Portugiesischer Vizemeister 2021
- Portugiesischer Pokalsieger 2022
- Meister 2. Bundesliga 2023

## Privates
Schöngarth erlangte in der Theodor-Frank-Schule in Teningen seine Mittlere Reife und in der Max-Weber-Schule Freiburg die Fachhochschulreife mit der Richtung Wirtschaft.